# 近畿大学奈良病院
近畿大学奈良病院（きんきだいがくならびょういん）は、奈良県生駒市にある大学病院。地域がん診療連携拠点病院や災害拠点病院などの指定を受けている。

## 沿革
（この節の出典）
- 1999年（平成11年）10月1日 - 開院（200床）。
- 2003年（平成15年） - 地域災害拠点病院に指定。
- 2005年（平成17年）4月 - 腫瘍内科を開設。通院治療センターを運用開始。
- 2007年（平成19年） - 地域がん診療拠点病院に指定。
- 2009年（平成21年）7月 - 呼吸器外科を開設。
- 2009年（平成21年）9月 - 神経内科を開設。
- 2015年（平成27年） - 腎臓内科、内分泌、代謝、糖尿病内科、末梢血管外科を開設。
- 2016年（平成28年） - 緩和ケア科を開設。
- 2018年（平成30年） - 膠原病内科を開設。
- 2019年（平成31年） - 近畿大学奈良病院に改称[4]

## 医療機関の指定・認定
（下表の出典）
| 保険医療機関                                   | 母体保護法指定医の配置されている医療機関 |
| 労災保険指定医療機関                           | 救命救急センター                         |
| 指定自立支援医療機関（更生医療）               | 災害拠点病院（地域）                     |
| 指定自立支援医療機関（育成医療）               | 臨床研修病院                             |
| 指定自立支援医療機関（精神通院医療）           | がん診療連携拠点病院等                   |
| 身体障害者福祉法指定医の配置されている医療機関 | 肝疾患診療連携拠点病院                   |
| 精神保健指定医の配置されている医療機関         | 特定疾患治療研究事業委託医療機関         |
| 生活保護法指定医療機関                         | DPC対象病院                              |
| 指定療育機関                                   | 指定小児慢性特定疾病医療機関             |
| 原子爆弾被害者一般疾病医療取扱医療機関         | 地域がん診療連携拠点病院                 |

- がんゲノム医療連携病院[1]
- このほか、各種法令による指定・認定病院であるとともに、各学会の認定施設でもある。

## 交通アクセス
- 近鉄生駒線「東山駅」より徒歩10分[6]